# 다롄 소프트웨어 파크
다롄 소프트웨어 파크(大连软件园, Dalian Software Park)는 중국 랴오닝성 대련시의 서쪽 교외의 학원구에 1998년 6월에 창설된 IT관계를 중심으로 한 공업구이다. 일본, 유럽, 중국의 IT 회사가 많이 집중된 곳이다. 세계적으로는 유럽의 IT 회사가 인도의 방갈로르 등에서 업무를 대행하고 있는 데 반해 이곳에서는 특히 일본으로부터 소프트웨어 개발 등의 기술적 업무(ITO), 데이터 입력, 콜 센터, 인사, 회계, 총무 등의 일반 업무(BPO)를 많이 대행하고 있다.
대련소프트웨어파크는 중국에 있는 11곳의 ‘국가 소프트웨어 산업 기지’의 하나로, 또 ‘소프트웨어 수출 기지’의 하나이기도 하다. 2006년 9월 조사에 따르면, 다롄 소프트웨어 파크에는 380개의 회사가 입주해 있다. 그중 58%는 중국 기업이며, 27%는 일본 기업, 15%는 그 외 미국, 유럽, 한국 기업 등이다. 그중 세계 500대 기업이 32사를 차지하고 있다.

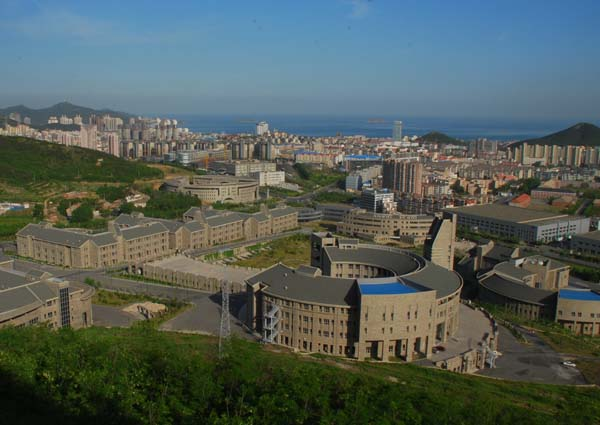
가까운 산언덕에서 본 다롄 소프트웨어 파크 (멀리 황해를 바라보며)

## 해외 아웃소싱으로 옮겨가는 세계의 IT업무
선진국에서는 IT관련 산업 규모가 방대함에 따라 최근 각 회사는 항상 전문인력 부족과 고비용에 골치를 썩이고 있다. 따라서 외부에 아웃소싱(outsourcing)(위탁)하는 예가 많아지고 있다. 세계의 추세는 국내의 지방 아웃소싱(outsourcing)에 머무르지 않고 개발 도상국 등으로 해외 아웃소싱(outsourcing)을 확대하는 경향이 일어나고 있다. 이러한 IT 위탁업무에는 응용 소프트웨어 개발, 편입 소프트웨어의 개발, 연구 개발 등의 ITO(IT Outsoucing), 데이터 입력, 콜 센터, 인사•총무 회계 업무 등의 BPO(Business Process Outsourcing) 등이 포함된다.

### 인도의 방갈로르
예를 들면 인도에서는 대학 학력 이상은 영어 실력이 좋은 실정이다. 1970, 1980년대부터 IT 교육에 힘을 쓰고 방갈로르로 대표되는 지역에 구미로부터의 IT 관련 아웃소싱(outsourcing) 업무가 쇄도한 적이 있었다.

## 대련시의 소프트웨어 산업의 시작
대련시에서의 소프트웨어 개발은 비교적 조기에 시작해 중국에서 개혁•개방이 시작된 1980년대 말에 서쪽교외에서 대련 하이테크 존(대련 고 신기술소노구)을 설립하고 있다. 1990년대 전반에는 해외로부터의 소프트웨어 개발 의뢰로 시작하여 DHC(대련화신, 아래 대련시 컴퓨터 센터), Hisoft(대련해휘) 등의 대련 현지의 기업도 이 대련고 신기술소노구에 설립되고 일본의 선진적인 IT기업(NTT 데이터, NEC, 히타치 소프트등)도 주로 응용 소프트웨어 개발의 위탁을 행해 왔었다.

### 대련 하이테크 존
대련 하이테크 존(대련고 신기술소노구)은 1980년대말에 북쪽 교외의 제조기업을 중심으로 집중한 대련 개발구의 창립과 호응하여 서쪽교외의 뤼순남로가의 대련 이공 대학이나 동북재경대학이 있는 학원 연구 지구에 설립되고 고신기술소노구 관리위원회가 관리하고 있다. 고신기술소노구 있는 빌딩은 거의 사인경영회사로 약품•기계 제조회사등도 있는 혼합형의 공업구이다. 대련시에 일찍부터 있는 IT기업 (DHC, Hisoft 등)은 여기에 입지하고 있다.

## 대롄소프트웨어 파크의 탄생

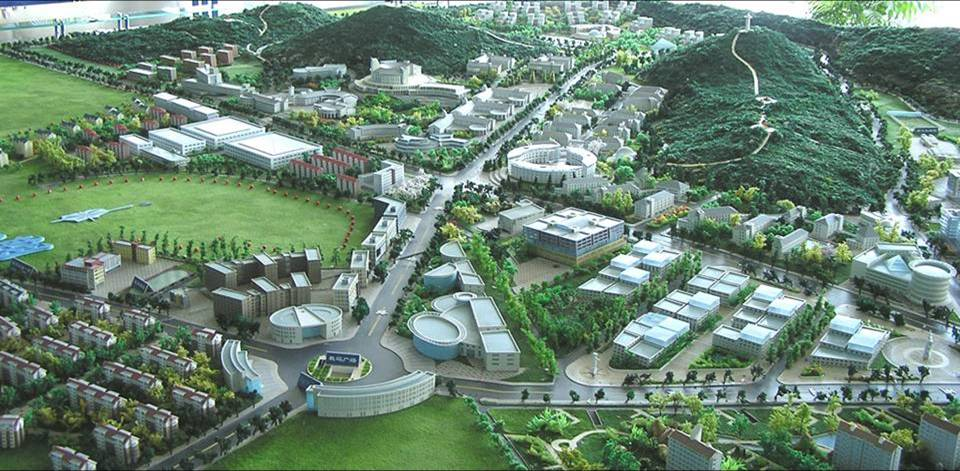
대롄 소프트웨어 파크 건물군의 모형도

1990년대 후반에 들어서 대련 하이테크 존이 있는 서쪽교외에 대련 소프트웨어 파크(총면적 3평방 킬로)가 1998년에 설립되고 있다. 여기는 대부분이 산에 둘러싸여 있고 다른 한쪽은 바다에 둘러싸인 기복이 있는 곳으로 대련이공대학, 동북재경대학등이 있는 학원연구지구이다.
이 프로젝트는 개인기업(대롄 소프트웨어 파크)에 토지의 정비, 건물의 건설,관리, 인재의 육성, 국내외에의 선전유치를 맡긴 것으로 이러한 사업은 중국에서는 정부계의 관리위원회가 시행하는 첫 시도이다.

## 그 연혁
발족과 거의 동시에 Neusoft 그룹(동연집단, 영문명：Neusoft Group, 본사：심양시)이 입주했고 또 원내에 동연집단과 대련 소프트웨어 파크와의 공동출자로 중국에서 당시 드문 사립의 동북대학정보학원(동연정보학원)이 설립되고, IT전문가(프로그래머등)의 교육도 시작되었다. 일본 기업으로서는 알파인, 마츠시타 통신 등이 일찍부터 입주했고 또 일본기업으로부터 중국 기업에 IT업무 아웃소싱(outsourcing)(ITO；　중국소프트웨어 등) 및 일반 업무 아웃소싱(outsourcing)(BPO；대련신화등)이 있다.
그리고 21세기에 들어서서 구미기업(GE, IBM, HP, SAP AG 등) 특히 그 일본 자회사의 소프트웨어 개발과 정보 서비스의 아웃소싱(outsourcing)를 시작해 현재는 구미의 업무도 늘어나고 있다. 또 일본어•한국어•영어•중국어•광동어를 포함한동아시아의 센터로 하는 기업도 나오는(Dell과 HP) 등 국제화의 한가운데에 있다.

## 현상
2007년9월 현재, 대련 소프트웨어 파크에는 합계 380사가 집중됨
- 58% 국내(중국) 기업
- 42% 외국 기업
  - 27% 일본 기업
  - 15% 그 외 외국 기업(구미•한국•대만•홍콩 등)

인도의 방갈로르를 모방한 여기를 “중국의 방갈로르”로 하는 것을 목표로 하고, 별명 “중국 북방의 초록의 실리콘 밸리”라고도 불리고 있다.

### 인재와 정보 관리
2006년의 조사로, 대련 소프트웨어 파크의 업무는
- 40% 응용 소프트웨어 개발
- 30% BPO
- 10% 임베디드 소프트웨어 개발
- 20% 그 외(도면 작성, 회로설계, 제품 개발, 애니메이션 등) 있다.

인재면으로는 응용 소프트웨어 개발은 대학이공계 졸업생이 주되고, 한층 더 하드웨어나 통신의 지식을 대학에서도 가르치고 임베디드 소프트웨어의 전공생도 나와 있다.또 일반 업무(BPO)는 문과계 학부의 졸업생, 고졸, 중졸이 종사하고 있지만 개인정보 관리의 면에서 대련시 소프트웨어 협회가일본 정보처리 개발 협회(JIPDEC)와의 협력으로 만든 중국판 프라이버시 마크 PIPA(Privacy Information Protection Assessment)를 취득하고 있는 기업도 많다.고 신기술소노구에는 애니메이션 코리드아(동만주랑)가 되어 있고 전문학교, 대학에서 애니메이션, 동영상, 만화, 비디오 게임을 전공한 사람들의 활약도 증가하고 있다.
대련 소프트웨어 파크에서의 업무는 이공계와 문과계의 사람들과 예술계의 사람들을 포함한 범위로 확대되어 여러 가지 분야의 사람들이 종사할 수 있는 중요한 산업으로 성장하고 있다고 말할 수 있다.

### 대련시의 특징
대련시는 중국의 동북지구( 구만주)의 최남단에 있어 겨울은 추운 지방이지만 대분분 바다에 둘러싸여 동북지구에서는 비교적 온화하고 공기도 깨끗한 곳이기도 하다.항공편은 국내의 주요 도시는 물론 한국, 일본 가기도 편리하다. 특히 일본에는 ９개의 도시(삿포로, 센다이, 도쿄, 토야마, 나고야, 오사카, 오카야마, 히로시마, 후쿠오카)에 직통편이 있어, 중국에서는 북경, 샹하이는 예외지만 직통편이 많은 도시는 별로 없다. 서울-대련행은 1시간 반, 동경-대련행은 2시간 반 정도로 도착할 수 있어 가까운 곳이라는 감을 느낀다.
대련은 인구 6백만 미만으로 중국에서는 규모가 중급도시이지만 동북지방에서 가장 발전한 도시이다. 동북3성(인구는 1억 3천만 인으로 남북한과 거의 비슷함)의 가장 우수한 사람들이 취직을 목표로 하는 곳이기도 하다.

### IT인재, 영어•프랑스어•일본어•한국어 인재
IT인재는 대련 및 동북지방의 이공계 대학으로부터 와 있다. 대련에서는 대련 이공 대학, 대련 교통 대학, 대련 해사 대학, 파크내의 동연정보학원 등이다. 대련 이공 대학과 대련 교통 대학은 지금까지의 이공계 학부외에 최근 소프트웨어 학부(연건학원)를 마련하고 있다 또한 대련 외국어 학원의 연건학원에서는 3년간 주로 일본어를 배워고 나머지의 2년은 IT를 주로 배우는 복합교육을 시작하고 있다. 동북지방의 타도시에서는, 랴오닝성 심양시의 동북대학, 지린성 창춘시의 길림대학 흑룡강성 하얼빈시의 하얼빈공업 대학등이 있다.문과계 대학에서는 대련의 대련 외국어 대학, 동북재경대학 등이 있다.
영어 인재는 중국의 대학에서 대다수가 영어를 제1외국어로 배우므로 인수는 많지만 인도와 비교하면 영어를 실용화하고 있는 것은 아니기 때문에 실력차는 존재한다. 개발구에 인텔의 공장건설계획이 진행되고 미국계 IT기업이 일본어를 중심으로 한 업무로부터 영어를 중심으로 한 업무를 증가하고 있으므로 영어권에서 유학한 귀국파과 더불어 급속히 개선의 징조가 보인다. 프랑스어 인재는 대련 외국어 대학(연간 100명 졸업), 랴오닝 사범 대학(연간 30명 졸업), 프랑스어권(프랑스•캐나다의 퀘벡주등)에서 유학한 귀국파 등이 있다.
일본어 인재에 대해서는 대련시는 특히 풍부하다. 이를테면 다음과 같다.
- 대련이 1905년부터 1945년까지 일본의 피난지에서 만난 역사적인 배경
- 1963년 창립한대련 외국어 학원이 중국의 일본어 교육의 중심인 것
- 1980연대에 시작한 개혁 개방으로 대련시에 많은 일본의 제조 기업이 입자한 것

일본계나 중국의 IT기업은 물론 구미의 IT기업도 현재는 거의 일본의 업무를 행하고 있다.
일본어 인재의 풍부한 한 요인으로는 동북지방의 조선족이 존재하기 때문이다. 중국의 56 민족의 하나인 조선족은 중국 전체로 200-300만 명 있다고 한다. 대부분은 동북지구에 살고 있다.가정에서는 조선어로 회화하며 초중학교는 조선어 학교로서 제1 외국어는 문장 구조가 비슷한 일본어를 선택하는 쪽이 많다.일본에 유학 혹은 일하러 가고 돌아온 사람도 많음으로 대련에서 일본어인재의25% 정도는 조선족의 사람들이다고 한다.중국 동북부로 이야기하고 있는 조선어는 북한의 말에 가깝다고 한다. 다소의 훈련(비즈니스 용어•외래어등)을 통하면 한국기업향한 IT서비스에는 문제가 없다고 볼 수 있다.

### 우대 정책
나라의 외국 기업에 대한 우대 정책에는, “2면 3감”(흑자가 된 해부터 2년간 기업 소득세를 면제 그 앞으로 3년간 반감)이 있지만 이것은 WTO의 규칙에 따라서 2008년을 시작하여 5년간이 아닌 국내외 기업은 일률 25%로 과세되지만 하이테크와 소프트웨어 안의 기업에 대해서는 15% 세금을 지불하면 된다.
대련시의 우대 정책은 3가지로 요약할 수 있다.
- 대학졸업생이 하이테크 기업에 취직했을 경우에는 대련시의 호적을 준다. (중국은 호적의 이동은 자유롭지 않다. 대학에서 대도시에 와있는 농촌의 학생은 아무 일자리도 없는 한 농촌에 돌아가지 않으면 안 된다.)
- 2004년부터 소프트웨어 파크 및 고 신기술소노구에 있는 소프트웨어 개발 기업은 후생연금의 회사 적립분을 대련시의 평균 급여 베이스로 지불해도 좋다(나머지는 대련시가 해당 기금에 보충한다).
- 앞서 언급한 소프트웨어 기업에 근무하는 개인으로 6만원을 넘는 연수입이면 국가에 거두는 세금이 그 액수에 의해 전액까지 반환된다(나머지는 대련시는 국세국에 보충한다).

### 대련 소프트웨어 파크 제 2기의 건설

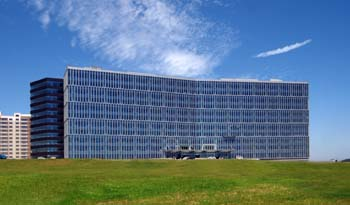
대련 아센다스 IT파크

대련 소프트웨어 파크의 완성이 가까워져 2003년 6월에 대련시는 “뤼순남로소프트웨어 산업대”구상을 발표했다. 뤼순남로의 코다이라섬으로 불리는 지역에서 서쪽에 황니촌까지를 포함해 또 “대련 소프트웨어 파크 2기”(총면적 12평방 킬로)의 개공식을 행했다.
2기의 동쪽구역은 싱가포르 아센다스사와의 합작으로 대련 아센다스 IT파크가 2007년 9월에 개업식을 끝내고 있다.서쪽시구는 홍콩의 서안집단과의 합작으로 대련 천지 소프트웨어 파크를 2007년 9월에 개공식을 끝내고, 2008년말에 건물이 완성 예정이다.

### 대련 시내의 다른장소의 회사와 기관
(시내의 다른 장소에도 IT기업을 자유롭게 설립할 수 있지만 우혜정책은 적용되지 않는다)

대련영가전자기술(Informeida), 한급한신토호그룹 위즈시스템, 스미세이 컴퓨터서비스, NHN(한국최대의 서치•엔진 회사), 대련시 소프트웨어 산업국, 대련시 소프트웨어 협회(대련시연건행업 협회) 등

## 대련시의 업무 아웃소싱(outsourcing)의 연혁
- 1992년 대련시 컴퓨터 센터(DCC)가 NTT 데이터의 응용 소프트웨어 개발 시도.
- 1996년 DCC로부터 대련화신(DHC)을 분리되어 독립.또한 대련해휘(Hisoft)도 동시에 창립.
- 1998년 대련 소프트웨어 파크의 정초식(6월)
- 1999년 대련 소프트웨어 파크의 개업식. 동연그룹이 입주(7월)
- 2000년 동북대학동연정보학원이 발족(9월)
- 2001년 일본의 정보 서비스 산업 협회(JISA), 중국 소프트웨어 업계 협회(CISA) 공동개최의 “제5회 중일 정보 서비스 산업 간담회”를 대련시에서 개최(7월). 마츠시타 통신이 일본 기업으로서 시작해 입원(9월)
- 2002년 대련화신이 중국의 소프트웨어 수출 랭킹에서 선두.
- 2003년 대련시가 뤼순남로소프트웨어 산업대의 건설을 발표, 대련 소프트웨어 파크 2기의 개공식(5월).제1회 중국 국제 소프트웨어•정보 서비스 교역회를 개최(7월).IBM, Accenture, CSK, 트라이얼등이 입원
- 2004년 HP, SAP, 오므론등이 입원
- 2005년 “중일 편입 소프트 세미나”를 대련에서 개최, T-Engine실험실도 오픈(6월)

### 참조
- 대련 소프트웨어 파크의 걸음
- 화신DHC의 발전의 걸음 보관됨 2008-11-20 - 웨이백 머신
- 해 휘Hisoft의 연혁

## 중국의 다른 도시에 관해
중국에는 시 레벨, 성 레벨, 국가수준의 소프트웨어 파크 전부 30혹은 50여곳이라고도 한다. 이른바 국가 레벨의 소프트웨어 파크는 11개가 있다. 즉 샹하이, 북경, 대련, 광저우, 항주, 서안, 성도, 등이다.
각 도시의 IT관계 기업들의 입장을 비교하면
- 상하이：중국의 상업의 중심으로 중국시장에 판매하는 비즈니스의 IT기업이 입지하는데 적합하고 미국기업을 중심으로 입주가 많다. 또 푸동지구에 샹하이장강첨단기술단지 도 있다.
- 북경：일찍부터 베이징 대학•청화 대학 부근의 중관촌으로 불리는 지역에 중국의 IT기업이 입지하고 있다.중국의 정치의 중심으로 아직도 정부통제가 있는 통신관계의 기업도 많아 우수한 대학이 많기 때문에 연구개발회사가 많이 설립되고 있다.중관촌의 북부에는중관촌 소프트웨어 파크 보관됨 2021-05-12 - 웨이백 머신(중관촌소프트웨어원)도 있다.
- 서안•성도：전쟁중에 많은 대학이 피난한 지역이고 근처에 로켓 기지가 있어 전자공업도 많다. 이곳은 영어권과 일본과의 합작관계는 시간이 걸릴것같다. 하지만 서안소프트웨어원에는 후지쯔, NTT 데이터(용우소프트웨어과의 합작회사)등이 진출, 성도“천부” 소프트웨어원에는 IBM가 진출하고 있다.

각 도시의 코스토비교는 다양한 형태이지만 여러 가지 요소(토지의 급여•주택비•식료비•영어/일본어의 능력등)를 인덱스화(수자화)하면 샹하이를 1.0이라고 하면 북경(및 인도의 방갈로르)은 거의 비슷하고 대련은 0.7, 서안,성도등의 내륙 도시는 0.6정도 되는 등의 분석도 있다(2003년의 조사).

## 세계의 유사 지역에 관해
- 미국의 실리콘밸리(카리파오르니아주), 리서치•트라이앵글•파크(노스캐롤라이나주로리시)；싱가폴의 사이언스 파크；등
- 일본의 쓰쿠바 연구 학원 도시(이바라키현), 카나가와 사이언스 파크(카나가와현 카와사키시), 요코스카 리서치 파크(카나가와현 요코스카시), 칸사이 사이언스 파크(오사카부•쿄토부•나라현), 소프트 피어 재팬(기후현) 등

- 세계의 첨단기술단지 (위키백과 영문판의 List of technology centers와 List of research parks 등의 통합), 일본의 공업단지 일람 등

## 한층 더 자세한 내용
- “Doing Our Homework[깨진 링크(과거 내용 찾기)]”(숙제를 하자)：뉴욕 타임즈지의 칼럼니스트, 토마스•프리드맨의 업계에서는 유명한 기사(2004-06-24)
- 중국은 “일본의 오피스”에 변모할 수 있을까 (《일경 엘렉트로닉스》 잡지 2007.10.12.)
- 중국 소프트웨어 파크의 현상과 동향 (CICC보고)
- 소프트웨어 선진국•중국의 놀랄 만한 “산학관 제휴”　( 《프레지던트》잡지 2004.11.29.)

## 같이 보기
- 실리콘 밸리

## 참고 자료
- 오오마에 켄이치 저, 《차이나•임펙트》(코단샤, 2002)
- 하덕륜저 《불타고 있는 대련, 대련의 소프트웨어 개발 실정》(출판：S C C, 2005) 대련의 IT산업에 관한 책
- 오오와다 나오타카 기자, 〈넘치는 중국과 인도 IT파워, 일본을 삼키는 105만 명의 엘리트 집단〉(《일경 컴퓨터》잡지 2005년 5월 2일호)
- 소프트웨어 해외 조달 연구회저 《중국 오프쇼어(offshore) 개발 가이드, 소프트웨어의 해외 조달법》(컴퓨터•에이지사, 2005)
- 토마스•프리드맨저 《플랫화하는 세계》(일본 경제사, 증보•개정판 2006) 제１장에 대련의 IT산업에 대해 자세하게 쓰여져 있다
- 관만박 편집 《중국의 산학 제휴》( 신평론, 2007)